# Witkopkamzwaluw
De witkopkamzwaluw (Psalidoprocne albiceps) is een zangvogel uit de familie Hirundinidae (zwaluwen).

## Verspreiding en leefgebied
Deze soort komt voor in Afrika en telt twee ondersoorten:
- P. a. albiceps: van zuidoostelijk Zuid-Soedan en Oeganda tot noordelijk Zambia en noordelijk Malawi.
- P. a. suffusa: noordelijk Angola.

## Status
De grootte van de populatie is niet gekwantificeerd maar de ondersoort albiceps wordt omschreven als algemeen en suffusa als schaars. Op de Rode lijst van de IUCN heeft deze soort de status niet bedreigd.